# Olindo Raggi

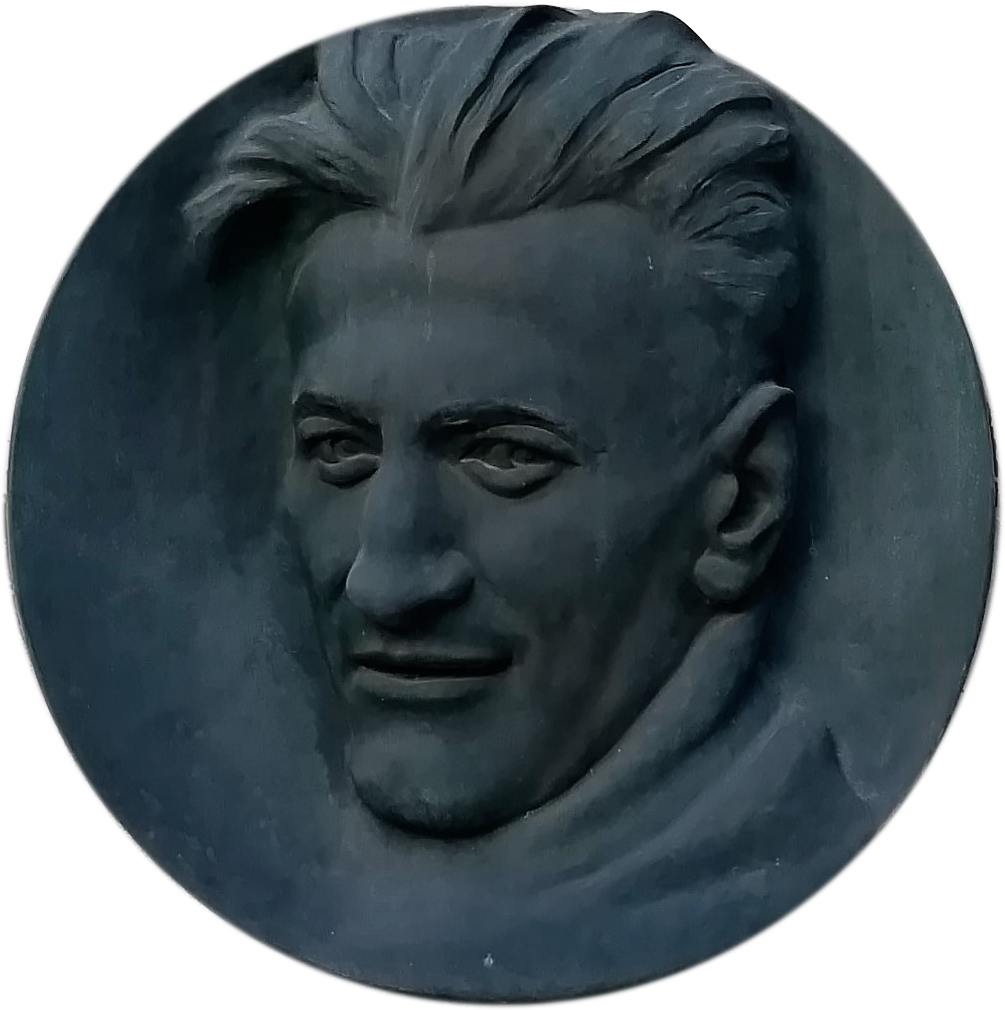
Detail des Grabmals in Bologna

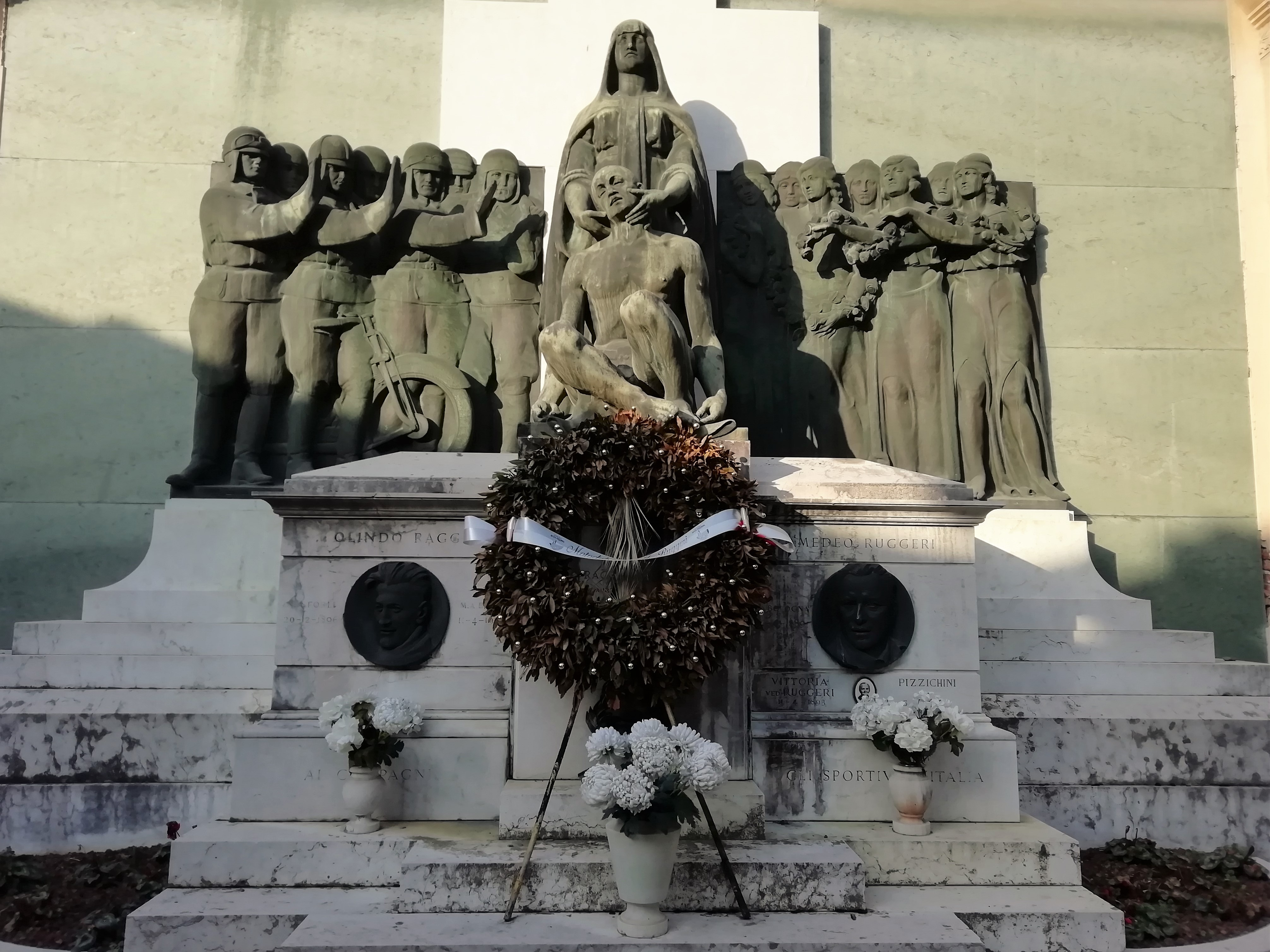
Grabmal auf dem Cimitero Monumentale della Certosa di Bologna

Olindo Raggi (* 20. Februar 1896 in Forlì; † 11. April 1926 in Desio) war ein italienischer Motorradrennfahrer.

## Karriere
Olindo Raggi stammte aus Forlì und lebte in Bologna. Er startete seine Rennfahrerkarriere als Teenager bei Bahnrennen in der Emilia-Romagna. Im Jahr 1920 nahm er auf einer 1000-cm³-Harley-Davidson am Rennen im Parco del Valentino in Turin teil. 1923 kaufte er eine 350-cm³-A.J.S. und bestritt damit Straßenrennen.
Seine Leistungen während der Rennsaison 1923 beeindruckten den damaligen A.J.S.-Generalimporteur für Italien Ugo Veladini so sehr, dass er ihm für 1924 einen Vertrag als Werksfahrer anbot. Olindo Raggi startete drei Jahre für den englischen Hersteller und gewann 1924 vor Isacco Mariani (Garelli) den Titel in der 350er-Klasse der Italienischen Straßenmeisterschaft.
1925 verzeichnete Raggi den Gesamtsieg beim Rennen von Quartesana in Ferrara. Er schlug dabei mit seiner 350er Maschine auch die gesamte Konkurrenz mit Halblitermotorrädern.

### Tödlicher Unfall
Olindo Raggi verunglückte am 11. April 1926 beim Motogiro d’Italia auf einer 500-cm³-A.J.S. tödlich. Auf der letzten Etappe dieses über mehr als 2.200 km führenden Etappenrennens fuhr er nur wenige Kilometer vor dem Ziel in Mailand mit seiner Maschine in Varedo in Führung liegend durch ein tiefes Schlagloch, wodurch der Vorderreifen sich von der Felge löste und Raggi zu Sturz kam. Er wurde in ein Krankenhaus nach Desio gebracht, wo er am selben Abend im Alter von 30 Jahren seinen schweren erlittenen Verletzungen erlag.
Kurz nach Raggis Tod wurde zu seinen Ehren im mittlerweile abgerissenen Velodrom von Bologna eine Gedenktafel errichtet. Im Jahr 1929 erhielt er auf dem Cimitero Monumentale della Certosa di Bologna ein Ehrengrab. Das von Amedeo Minguzzi gestaltete Grabmal erinnert neben Raggi noch an einen weiteren tödlich verunglückten einheimischen Rennfahrer, Amedeo Ruggeri. Das Monument befindet sich am Osteingang des Friedhofes und beinhaltet auch das Grab von Ruggeris Ehefrau Vittoria (1893–1979).

## Erfolge
- 1924 – italienischer 350-cm³-Meister auf A.J.S.

## Verweise